# Cọ xát dương vật

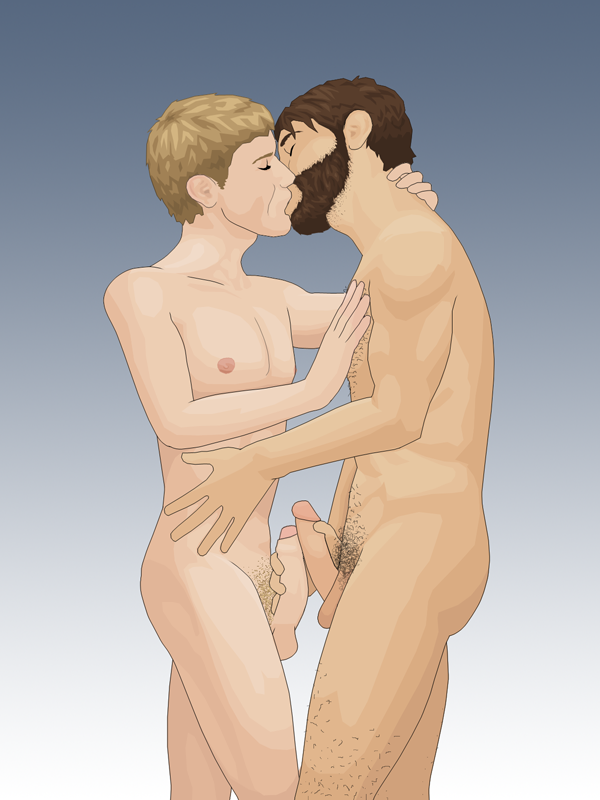
Hai người đàn ông cọ xát dương vật của họ với nhau để tạo ra cảm giác tình dục

Cọ xát dương vật (tiếng lóng có nghĩa là frottage; ult. Từ tiếng Pháp của động từ frotter, "cọ xát") là một hình thức không thâm nhập của hoạt động tình dục nam với nam thường liên quan đến việc tiếp xúc trực tiếp giữa dương vật với dương vật. Thuật ngữ này phổ biến bởi các nhà hoạt động dành cho người đồng tính nam, những người miệt thị thực hành quan hệ tình dục qua đường hậu môn, nhưng từ đó đã phát triển để bao gồm nhiều sở thích khác nhau đối với hành động này, có thể có hoặc không hàm ý thái độ cụ thể đối với các hoạt động tình dục khác.
Do đặc tính không thâm nhập, tư thế này có lợi thế tình dục an toàn giảm thiểu nguy cơ lây truyền HIV/AIDS; tuy nhiên, nó vẫn có nguy cơ lây nhiễm bệnh lây truyền qua đường tình dục do tiếp xúc qua da, chẳng hạn như HPV và rận mu, cả hai đều có thể lây truyền ngay cả khi không nhìn thấy tổn thương.